# السا (یخ‌زده)
السا (به انگلیسی: Elsa) شخصیتی داستانی است که در پنجاه و سومین فیلم استودیو انیمیشن والت دیزنی یخ‌زده و دنباله آن یخ‌زده ۲ ظاهر می‌شود. صداگذاری این شخصیت توسط ایدینا منزل انجام می‌شود.
السا مورد استقبال مثبت منتقدان بسیاری قرار گرفته و آن‌ها شخصیت پیچیده و آسیب‌پذیر وی را ستوده‌اند. منزل نیز به دلیل اجرای آوازی خود در السا، به ویژه اجرای ترانهٔ «رهایش کن»، بسیار مورد ستایش قرار گرفته‌است.